# Trackhouse Racing
Trackhouse Racing is een Amerikaans raceteam dat uitkomt in de NASCAR en de MotoGP. Het team is eigendom van Trackhouse Entertainment Group, opgericht door voormalig autocoureur Justin Marks en rapper Armando Christian Pérez, beter bekend als Pitbull.

## Geschiedenis

### NASCAR
In de zomer van 2020 besloot het NASCAR-team Leavine Family Racing zijn inboedel te verkopen. Voormalig NASCAR-coureur Justin Marks bood op de spullen, die uiteindelijk werden verkocht aan Spire Motorsports. Enige tijd later kondigde Marks zijn nieuwe team Trackhouse aan, alhoewel hij nog geen samenwerking aan was gegaan met een fabrikant of team en geen eigen inboedel had. Op 15 januari 2021 werd aangekondigd dat Armando Christian Pérez, beter bekend als rapper Pitbull, co-eigenaar van het team was geworden. In 2021 reed Trackhouse met een auto in de NASCAR Cup Series, die door Daniel Suárez werd bestuurd. Het team had dat seizoen van Spire Motorsports een auto gehuurd en reed met startnummer 99. Suárez behaalde vier top 10-finishes en eindigde op plaats 25 in het kampioenschap.
Voor het seizoen 2022 nam Trackhouse het NASCAR-team van Chip Ganassi Racing over en nam het met twee auto's deel aan de Cup Series. Suárez bleef actief in de auto met nummer 99, terwijl Ross Chastain werd aangetrokken als coureur van de auto met nummer 1. Suárez won een race op de Sonoma Raceway en werd tiende in de eindstand, terwijl Chastain met twee zeges op het Circuit of the Americas en de Talladega Superspeedway tweede werd. Chastain zorgde in de voorlaatste race voor publiciteit door in de laatste ronde vol gas langs de muur te rijden en zo een aantal rivalen in te halen, waardoor hij zich plaatste voor de zogeheten "Championship 4", bestaande uit de vier bestgeplaatste coureurs die in de laatste race om de kampioenschapswinst strijden. Ook begon Trackhouse dat jaar met een part-time inschrijving, genaamd Project91, met als doel om internationale coureurs kennis te laten maken met NASCAR. Kimi Räikkönen, de Formule 1-wereldkampioen van 2007, nam in de auto plaats tijdens de race op Watkins Glen International.
In 2023 bleven Chastain en Suárez actief voor Trackhouse. Chastain won opnieuw twee races op de Nashville Superspeedway en de Phoenix International Raceway, alhoewel hij vanwege mindere resultaten in andere races dit jaar niet verder kwam dan een negende plaats in het kampioenschap. Suárez behaalde twee podiumfinishes op de Atlanta Motor Speedway en op het binnencircuit van de Indianapolis Motor Speedway en werd negentiende in de eindstand. Het initiatief Project91 bleef ook doorgaan; op het Circuit of the Americas reed Räikkönen opnieuw in de auto. Op de Chicago Street Course nam Shane van Gisbergen plaats in de auto en werd de eerste coureur in zestig jaar die tijdens zijn NASCAR-debuut direct de race te winnen. Hij nam ook plaats in de auto op het binnencircuit van Indianapolis.

### MotoGP
Eind 2023 maakte Trackhouse bekend dat het vanaf het seizoen 2024 deel zou nemen aan de MotoGP-klasse van het wereldkampioenschap wegrace. Het nam de inschrijving van RNF MotoGP Racing over, nadat de licentie van dit team werd ingetrokken wegens het schenden van de deelnemersovereenkomst. Het neemt deel onder de naam Trackhouse Racing MotoGP als klantenteam van Aprilia. Voormalig RNF-coureurs Raúl Fernández en Miguel Oliveira vormen het rijdersduo.